# جهد كمي
الجهد الكمي أو الجهد الكُمُونِيّ هو مفهوم جوهري في ميكانيكا الكم المعروفة بنظرية دي برولي بوم التي قدمها ديفيد بوم في عام 1952.
أُطلق عليه في البداية اسم الجهد الكمي الميكانيكي، ثم أصبح معروفًا بالجهد الكمي. توسّع بوم وباسيل هايلي في المفهوم فيما بعد في تفسيره باعتباره جهد معلومات يتعامل كجسيم كمي. يُشار إلى هذا المفهوم أيضًا بطاقة الوضع الكمية، أو جهد بوم، أو جهد بوم الكمي، أو الجهد الكمي لبوم.
في إطار نظرية دي برولي بوم، فإن الجهد الكمي هو مصطلح يندرج ضمن معادلة شرودنجر، فيعمل موّجهًا لحركة الجسيمات الكمية. يوفر نهج الجهد الكمي الذي قدمه بوم شرحًا صوريًا أكثر اكتمالًا للفكرة التي قدمها لويس دي برولي: افترض دي برولي في عام 1926 أن الدالة الموجية تمثل موجة قائدة توجه جسيمًا كميًا، ولكنه تخلى عن نهجه هذا لاحقًا بسبب اعتراضات قدمها فولفغانغ باولي. قدمت مقالات بوم الإبداعية في عام 1952 مفهوم الجهد الكمي، وتضمنت إجابات على الاعتراضات المُثارة ضد نظرية الموجة القائدة.
يرتبط جهد بوم الكمي ارتباطًا وثيقًا بنتائج نهوج أخرى، ويرتبط بوجه خاص بعمل لإروين ماديلونج في عام 1927، وبعمل لكارل فريدريش فون فايدسيكر في عام 1935.
شرح ديفيد بوم وباسيل هايلي في عام 1975 كيف يمكن لمفهوم الجهد الكمي أن يؤدي إلى فكرة «التكامل التام للكون بأسره»، واقترحا أن الخاصية الجوهرية الجديدة التي قدمتها فيزياء الكم هي اللاموضعية. كانت اقتراحاتهم مبنية على تفسير نظرية الكم التي قدمها بوم في عام 1952.

## الجهد الكمي باعتباره جزءًا من معادلة شرودنجر
معادلة شرودنجر
{\displaystyle i\hbar {\frac {\partial \psi }{\partial t}}=\left(-{\frac {\hbar ^{2}}{2m}}\nabla ^{2}+V\right)\psi \quad }
تُعاد كتابة معادلة شرودنجر باستخدام القطب للدالة الموجية {\displaystyle \psi =R\exp(iS/\hbar )} مع الدالات ذات القيم الحقيقية {\displaystyle R} و{\displaystyle S}، إذ إن {\displaystyle R} هي السعة (القيمة المطلقة) لدالة الموجة {\displaystyle \psi }، و{\displaystyle S/\hbar } هو طور موجة. ينتج عن ذلك معادلتان: معادلة الاستمرارية من الجزء التخيلي لمعادلة شرودنجر، ومعادلة هاميلتون جاكوبي الكمية من الجزء الحقيقي.

### معادلة الاستمرارية
ينتج عن الجزء التخيلي من معادلة شرودنجر في شكل قطبي:
{\displaystyle {\frac {\partial R}{\partial t}}=-{\frac {1}{2m}}\left[R\nabla ^{2}S+2\nabla R\cdot \nabla S\right],}
إن اعتبرنا أن {\displaystyle \rho =R^{2}}، فإن المعادلة يمكن أن تُفسر على أنها معادلة الاستمرارية {\displaystyle \partial \rho /\partial t+\nabla \cdot (\rho v)=0} لكثافة الاحتمال {\displaystyle \rho } ومجال السرعة {\displaystyle v={\frac {1}{m}}\nabla S}.

### معادلة هاميلتون جاكوبي
ينتج عن الجزء الحقيقي من معادلة شرودنجر في شكل قطبي معادلة هاميلتون جاكوبي مُعدلة:
{\displaystyle {\frac {\partial S}{\partial t}}=-\left[{\frac {\left|\nabla S\right|^{2}}{2m}}+V+Q\right],}

يُشار إليها أيضًا باسم معادلة هاميلتون جاكوبي الكمية. تختلف عن معادلة هاملتون جاكوبي الكلاسيكية فقط في المصطلح Q حيث:
| {\displaystyle Q=-{\frac {\hbar ^{2}}{2m}}{\frac {\nabla ^{2}R}{R}}.} |المصطلح Q، الذي يُسمى الجهد الكمي، يعتمد على انحناء سعة الدالة الموجية.
في الحد{\displaystyle \hbar \to 0}، دالة S هي حل لمعادلة هاميلتون جاكوبي (الكلاسيكية)، وعليه فإن الدالة {\displaystyle S} تُسمى بدالة هاميلتون جاكوبي، أو بفعل هاميلتون جاكوبي الذي امتد إلى فيزياء الكم.

## الخصائص
أكد هايلي على عدة جوانب تتعلق بالجهد الكمي للجسيم الكمي:
- إنه مشتق رياضيًا من الجزء الحقيقي لمعادلة شرودنجر تحت التحلل القطبي للدالة الموجية. هو ليس مشتقًا من مصدر هاميلتوني أو أي مصدر خارجي آخر، ويمكن القول إنه مشارك في عملية تنظيم ذاتي متضمنة مجالًا رديفًا أساسيًا.[7][8]
- لا يتغير إذا ضُربت {\displaystyle R} في ثابت، لأن {\displaystyle R} موجودة أيضًا في المقام، فتكون {\displaystyle Q} غير متأثرة بمقدار {\displaystyle \psi } وبالتالي شدة المجال؛ وعليه فإن الجهد الكمي يفي بالشروط المسبقة للاموضعية: لا يحتاج إلى التراجع مع زيادة المسافة.
- يحمل معلومات حول الترتيب التجريبي الكامل الذي تجد الجسيمات نفسها فيه.

قدم هايلي وزميلاه فيليبدس وديودني في عام 1979 عملية حسابية كاملة حول شرح تجربة الشق المزدوج من ناحية المسارات البومية التي تنشأ لكل جسيم يتحرك تحت تأثير الجهد الكمي، وهو الشيء الذي نتج عنه أنماط التداخل المعروفة.